# Блохин, Сергей Александрович
Серге́й Алекса́ндрович Блохи́н (род. 15 мая 1983) — чемпион мира по армрестлингу (2005 год, Япония, Токио), (2006 год, Великобритания, Манчестер). «Заслуженный мастер спорта России». «Мастер спорта России международного класса», «Мастер спорта России» по армспорту. «Заслуженный тренер России».

## Биография
Родился 15 мая в 1983 году. В 2007 году окончил Казанский национальный исследовательский технический университет имени Туполева, Институт авиации, наземного транспорта и энергетики.
В 2004 году присвоено спортивное звание «Мастер спорта России» по армспорту.
Завоевал золото (чемпионатов мира в Японии,Токио (1 – 5 декабря 2005 г.), Англии, Манчестер (1 – 6 ноября 2006 г.).
В 2005 году присвоено звание «Мастер спорта России международного класса».
В 2006 году присвоено почетное звание «Заслуженный мастер спорта России».
Тренируется под руководством заслуженного тренера России, профессора кафедры физической культуры и спорта КНИТУ-КАИ Фуата Юнусовича Ахметзянова.
В настоящее время работает доцентом кафедры физической культуры и спорта КНИТУ-КАИ.